# Amira Ben Amor
Amira Ben Amor (sinh ngày 7 tháng 9 năm 1985 tại Nabeul) là một vận động viên chạy đường dài Tunisia. Cô đã tham gia cuộc thi marathon tại Thế vận hội Mùa hè 2012, xếp thứ 80 với thời gian 2:40:13, lập kỷ lục quốc gia Tunisia.